# Belemnieten
Belemnieten (Belemnoidea) zijn een groep (onderorde) uitgestorven tienarmige inktvissen die erg veel leken op de huidige pijlinktvissen en verwant zijn aan de zeekatten.

## Skelet

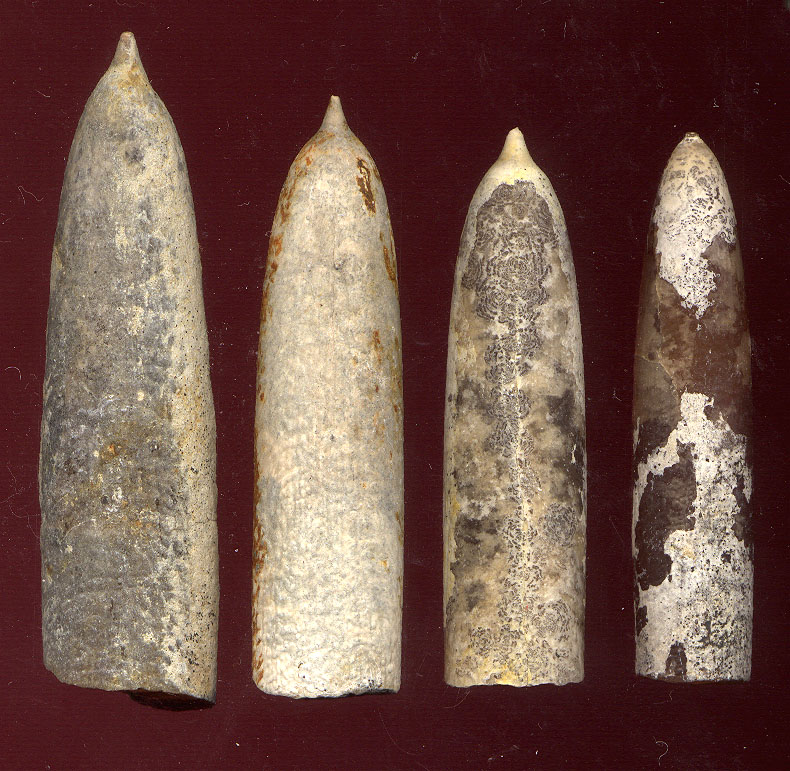
Belemnietenrostra uit de Oblast Transkarpatien, Ukraïne

Als fossiel wordt bijna alleen het achterste gedeelte van de schelp, het zogenaamde rostrum (ook wel 'donderkeilen' genoemd) gevonden. Met 'belemniet' wordt ook vaak alleen het rostrum bedoeld. Het rostrum is cilindrisch, langgerekt kegelvormig. Het heeft een spits of afgerond uiteinde (achterzijde). Aan de voorkant van het rostrum zit een uitholling, de alveolus. Meestal is het rostrum daar recht afgebroken en is de alveolus niet meer aanwezig. Bij heel goed geconserveerde exemplaren zit aan de alveolus een gekamerde, breed conisch uitlopende schelp, de phragmocoon. De kamers zijn afgescheiden met septen die loodrecht op de lengteas van de schelp staan. Aan de voorkant van het phragmocoon groeit aan één zijde vervolgens het dunne 'pro-ostracum'. Dit pro-ostracum is op te vatten als de oorspronkelijke 'woonkamer' van het dier. Bij primitieve belemnieten is dit deel nog afgesloten, bij verder geëvolueerde belemnieten is dat niet meer het geval. Het sterk gereduceerde pro-ostracum heeft dan waarschijnlijk alleen nog maar een ondersteunende functie als onderdeel van het inwendige skelet gehad.
De phragmocoon is homoloog met de schelp van andere inktvissen, zoals de inwendige schelp van de zeekat. Beide bestaan uit aragoniet. Het rostrum is opgebouwd uit calciet. Het grote verschil tussen beide schelpdelen: phragmocoon dunwandig en van aragoniet, rostrum massief en van calciet is de oorzaak van het grote verschil in fossilisatie. Een recht afgebroken rostrum laat een opbouwstructuur zien van radiale calcitische vezelkristallen.

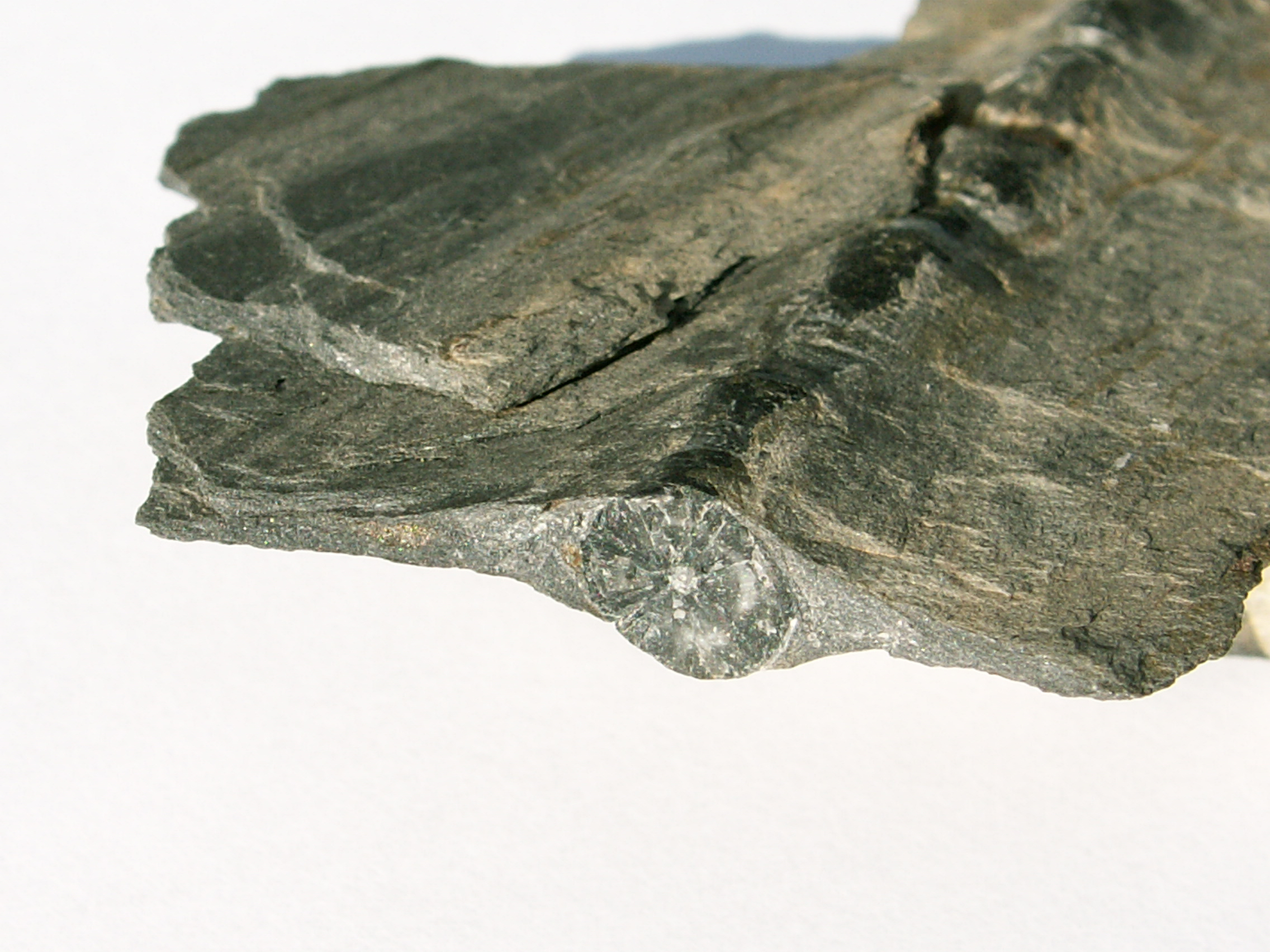
Een recht afgebroken rostrum met de radiaal verlopende calcitische vezelkristallen

 Soms zijn ook concentrische groeilijnen te zien. Hieruit is gebleken dat belemnieten vier jaar oud konden worden.
De meeste rostra zijn enkele centimeters tot één decimeter lang. Het rostrum van de Europese en Aziatische soort Megateuthis gigantea, kan tot zesenveertig centimeter lang worden. Dit betekent dat het levende dier een geschatte lengte van drie meter kan hebben gehad. Rostrum, phragmocoon en pro-ostracum vormen tezamen het inwendige skelet van het dier.
Het fossiel van de belemniet werd in het verleden wel voor het spoor van een blikseminslag gehouden en een donderkeil genoemd.

## Weke delen
Omdat vooral rostra als fossiel gevonden werden is lang onduidelijk geweest tot welke diergroep belemnieten behoorden. Er zijn echter uitzonderlijk goed geconserveerde fossiele exemplaren gevonden die de weke delen nog goed laten zien. Het dier had een gestroomlijnd lichaam en goed ontwikkelde ogen. Er was een inktzak aanwezig. De armen droegen geen zuignappen maar haakjes van kalkfosfaat die dienden voor het vastgrijpen van prooi. In tegenstelling tot beide recente groepen waren de armen van vrijwel gelijke lengte: twee verlengde armen (tentakels) zoals aanwezig bij pijlinktvissen en zeekatten ontbraken. Er was een snavelachtige uit hoorn bestaande kaak, ongeveer zoals bij de zeekat. Het levende dier was veel groter dan alleen uit de fossiele rostra blijkt.

## Levenswijze

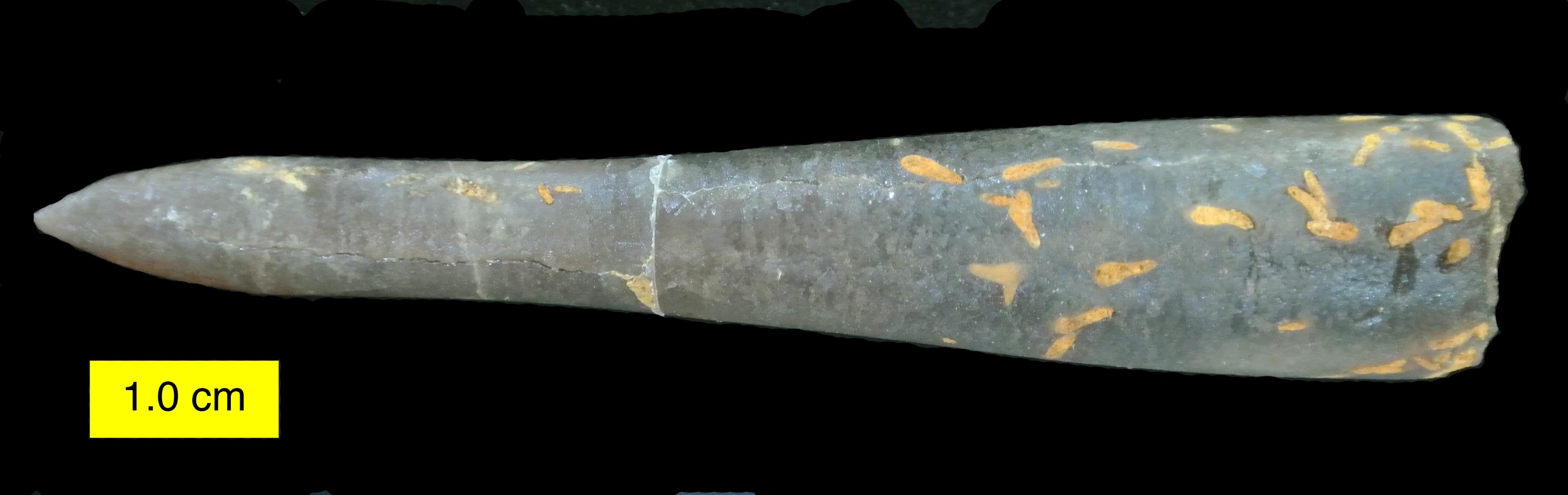
Hibolites hastatus

De kamers in de phragmocoon waren met gas gevuld op vergelijkbare wijze als bij de nautiloidea en de ammonieten. Hierdoor werd het drijfvermogen van het dier vergroot. Het relatief zware rostrum kan als tegenwicht gediend hebben waardoor de dieren rechtop in het water konden zweven. Afgezien hiervan zal hun levenswijze op die van pijlinktvissen en zeekatten geleken hebben. Mogelijk hebben belemnieten in scholen geleefd. De haakjes op de armen wijzen erop dat zij actieve carnivoren waren die onder andere op vissen gejaagd zullen hebben. Zelf werden zij door veel andere zeedieren gegeten. Gefossiliseerde magen van Ichthyosauriers bevatten vaak veel kalkfosfaat haakjes afkomstig van de armen van belemnieten.

## Voorkomen
Belemnieten leefden zoals alle inktvissen alleen in zee. Zij zijn bekend uit het Paleozoïcum en het Mesozoïcum en waren vooral algemeen tijdens de Jura en het Krijt. Vaak komen zij samen voor met ammonieten, een andere uitgestorven inktvissengroep. De rostra van belemnieten kunnen extreem veel in bepaalde lagen voorkomen. In Nederland is een dergelijke laag bekend als het 'belemnietenkerkhof'. Deze laag is uit het Maastrichtien en is onderdeel van de Vijlen Laag (Formatie van Gulpen). Aan het eind van het Krijt stierven belemnieten en ammonieten uit.

## Oorsprong
Belemnieten stammen waarschijnlijk af van de bactritoide nautiloiden uit het Devoon. Duidelijke belemnieten worden voor het eerst aangetroffen in het Dinantien.

## Gidsfossiel
Door het algemene voorkomen en hun relatief snelle evolutie zijn belemnieten geschikte gidsfossielen. Vooral in het Krijt zijn belemniet-soorten veel als indexfossiel voor het onderscheiden van biozones binnen deze periode gebruikt.

## Isotopen onderzoek
Omdat de rostra van belemnieten in bepaalde delen van de geologische geschiedenis zo algemeen zijn en door de geschikte eigenschappen van calciet als 'gesloten systeem' worden zij veel gebruikt bij stabiele isotopen onderzoek. Uit de resultaten daarvan kunnen onder andere temperatuur van het zeewater (zuurstof isotopen) en de ouderdom van de afzetting (strontium isotopen) worden afgeleid. Gevonden waarden (ook afkomstig van heel andere fossiele groepen) moeten daarbij met een standaard worden vergeleken. Als wereldstandaard worden de waarden genomen van belemnieten uit de Noord-Amerikaanse Peedee Formatie uit het Krijt. Deze standaard wordt als 'PDB' ('Peedee bulk') aangeduid.

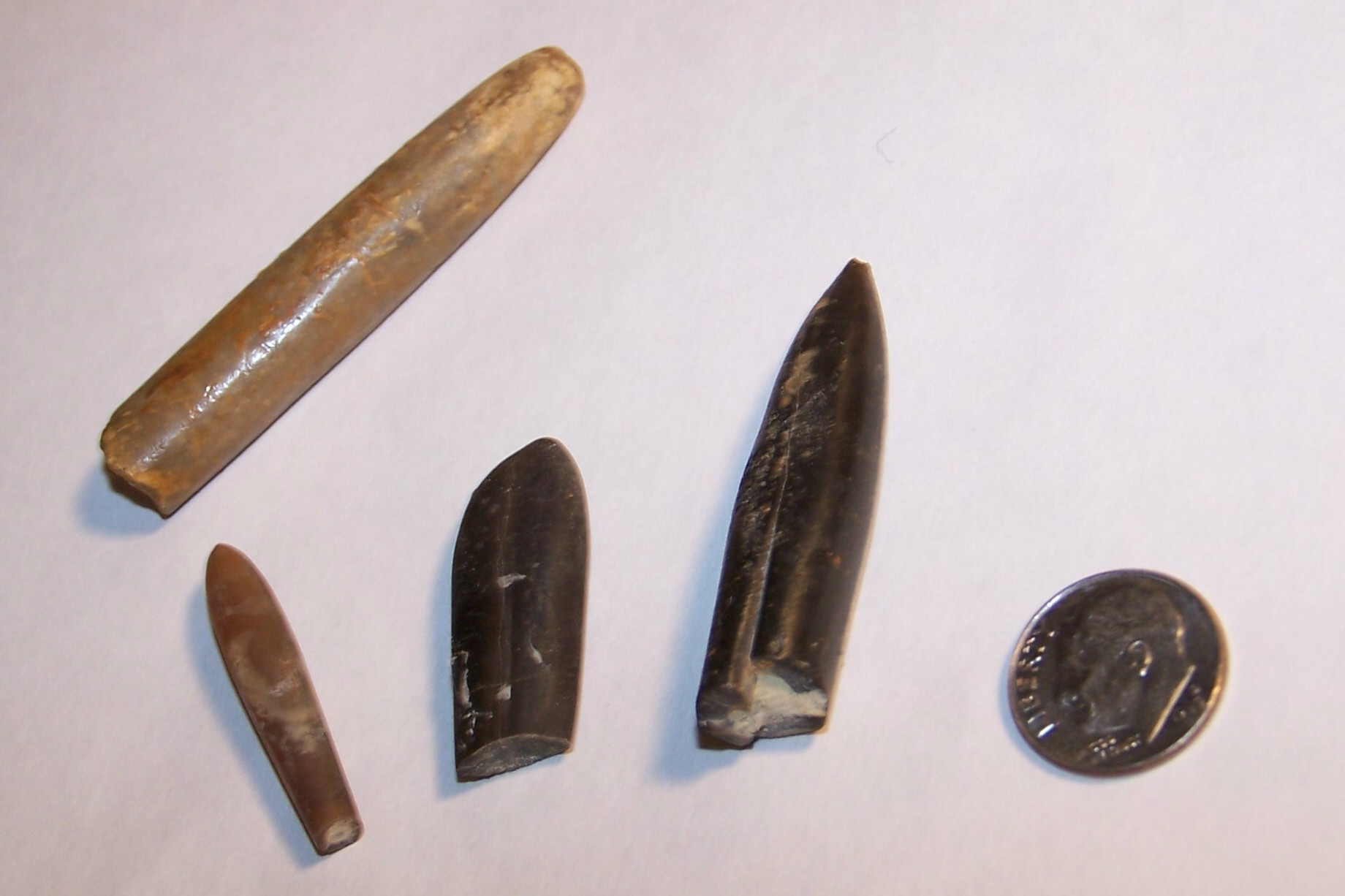
enkele belemniet rostra
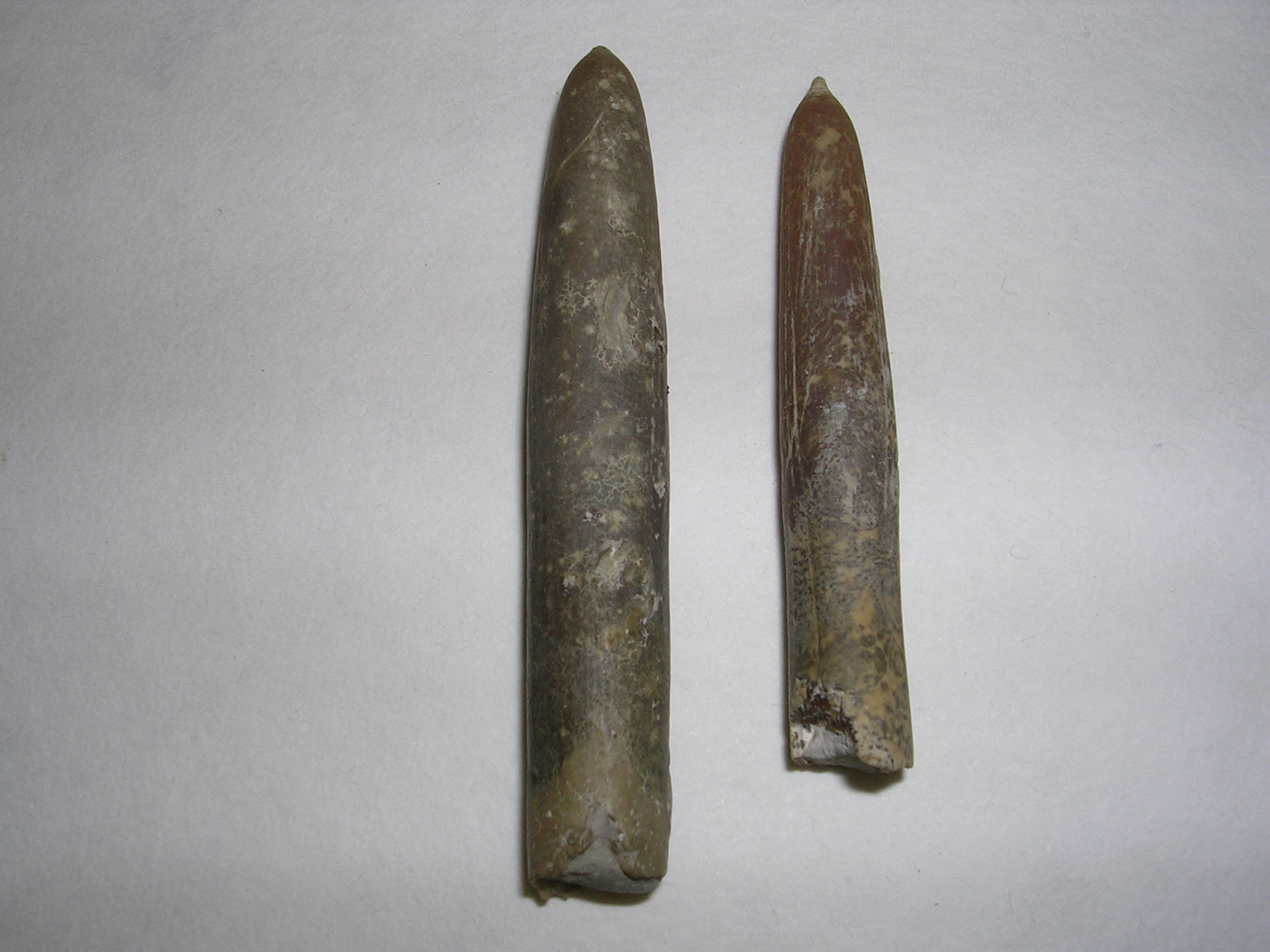
Belemnitella mucronata, Boven Krijt
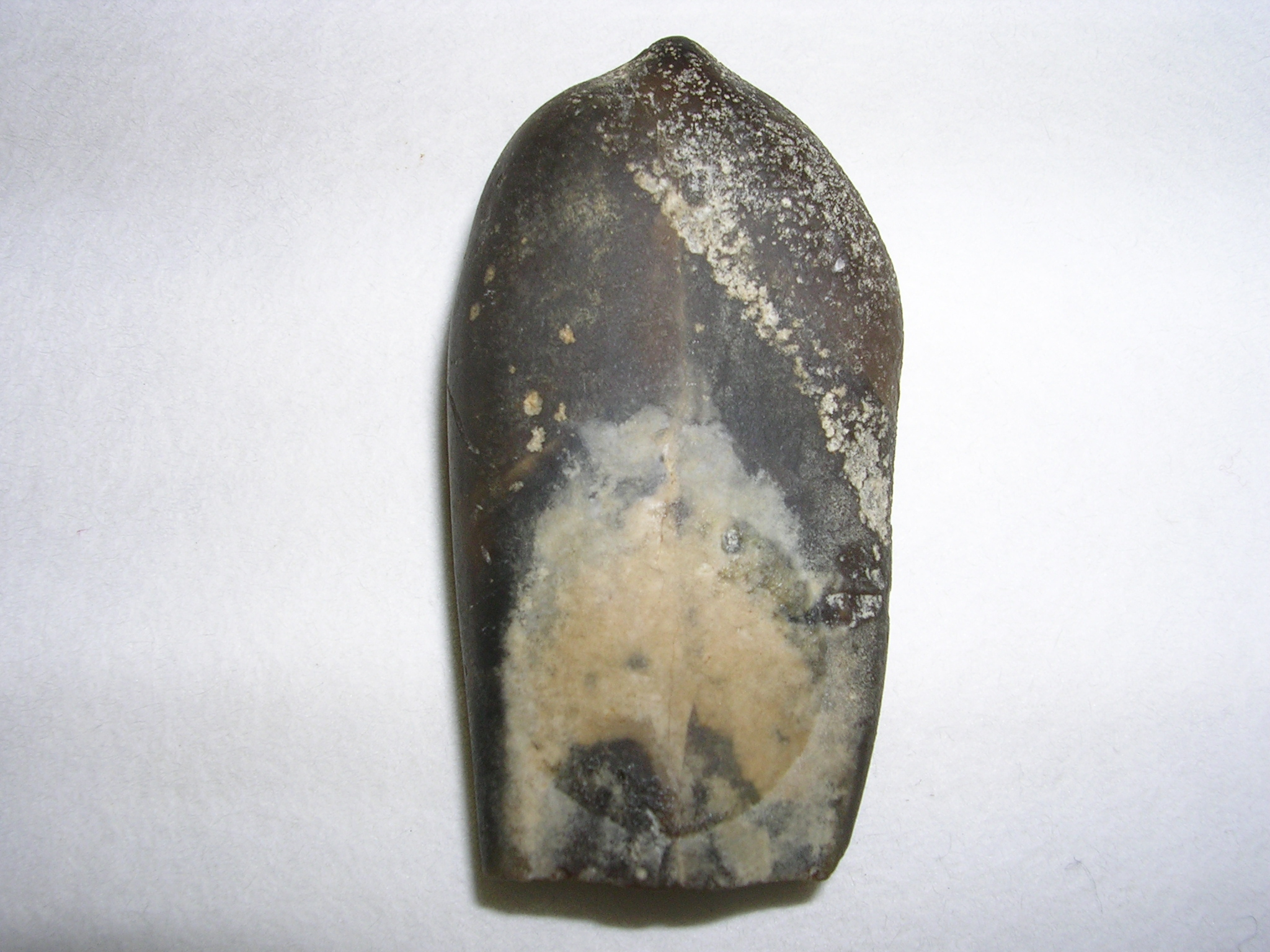
Duvalia dilatata, Onder Krijt
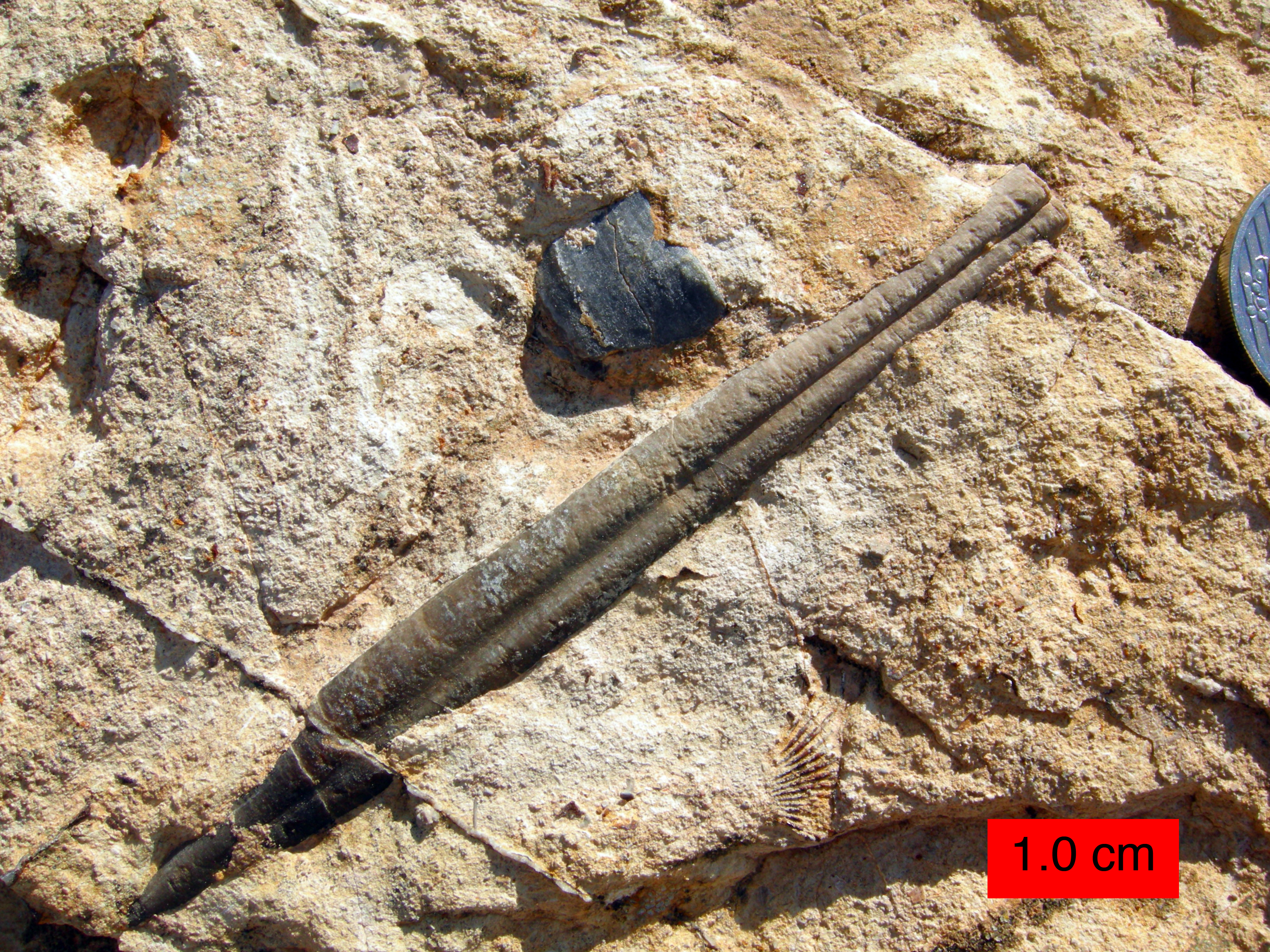